# 里見まさとのオヤジサロン
里見まさとのオヤジサロン（さとみまさとのオヤジサロン）は、2006年10月4日からKBS京都で放送されているラジオ番組である。パーソナリティーは里見まさとと村上祐子アナウンサー。

## 放送時間
水曜日　18:00～19:00

## 主なコーナー
- オヤジの釣り講座 - ドラマーの武田栄を迎え、釣りの最新情報を伝える。
- まさとサロン - まさとと交友のある芸人に電話でインタビュー。
- オヤジの癒し - 主に伝統楽器の奏者をゲストに呼び、ゲストの演奏の放送とインタビューをする。

※初期の頃は70年代に流行した歌を流していた。
- オヤジの小言 - 主にリスナーの投稿を基にまさとが時事問題や身近な話題を語る。

## エピソード
- 2007年1月31日放送の際、ゲスト出演したピンク・ピクルスに逢いたいという探偵!ナイトスクープ（朝日放送系）に寄せられた依頼を遂行するため、石田靖探偵が依頼者を引き連れて番組に突如出演している（この一部始終は3月2日（関西地区ほか）の当番組で放送された）。